# LAZY LOU's BOOGIE
LAZY LOU's BOOGIE（レイジー・ルーズ・ブギー）は1990年代に日本で活動していたポップ・ミュージック・バンド。

## 経歴
結成は1990年。1991年5月25日発売の「DEAR FRIENDS」がメジャー・デビュー・シングル。女性ボーカリストLOUの歌声と、1970年代のニューミュージックを彷彿とさせるような覚えやすく美しいメロディを2枚看板としていた。1992年4月22日発売のシングル「いつもそこに君がいた」は、テレビアニメ「YAWARA!」の4代目エンディングテーマとして採用され、15万枚を超すヒットとなった。1992年末に解散。LOUは翌1993年1月25日にシングル「思い出になあれ〜グラデュエイション」でソロ・デビューした。ソロ転向の理由は「バンドを離れてほかのものを見てみたかったから」とのことである。

## メンバー
- LOU（ルー）- ボーカル

名古屋市出身。
- 橋本潤（1959年4月8日 - 2014年4月14日[3]） - ベース

ザ・ロッカーズ、MODERN DOLLZ、横道坊主などでも活動。
- 後藤俊（1959年5月4日 - ） - ギター
- 辻岳春（1967年4月1日 - ） - ドラムス

## ディスコグラフィー

### 参加作品
| 発売日        | タイトル                                   | 規格品番  | 曲順       | 楽曲                 |
| ------------- | ------------------------------------------ | --------- | ---------- | -------------------- |
| 1992年2月26日 | YAWARA! ソングス!!                         | KTCR-1132 | M.4        | DEAR FRIEND          |
| 1992年9月13日 | YAWARA! MEMORIES!!                         | KTCR-1174 | Disc1/M.10 | いつもそこに君がいた |
| 2013年10月2日 | キティ･コネクション 20thセンチュリー vol.2 | KTCD-1014 | M.14       | いつもそこに君がいた |

## タイアップ一覧
| 使用年 | 曲名                 | タイアップ                                                                       |
| ------ | -------------------- | -------------------------------------------------------------------------------- |
| 1991年 | DEAR FRIENDS         | フェミニン「フレッシュミストフォーム」CMソング                                   |
| 1992年 | いつもそこに君がいた | 読売テレビ・日本テレビ系アニメ『YAWARA!』エンディングテーマ（第103話 - 第124話） |
| 1992年 | いつもそこに君がいた | 大阪工業技術専門学校CMソング                                                     |